# Patty Pravo

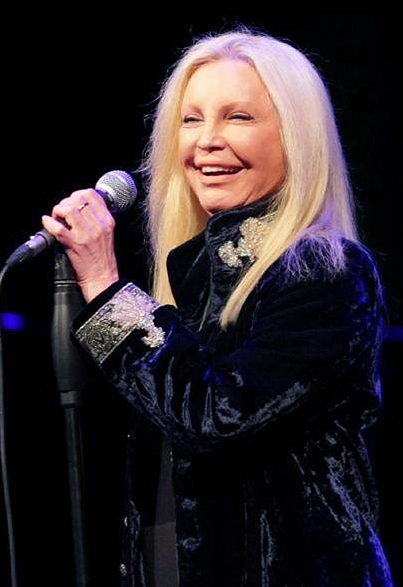
Die Sängerin bei einem Auftritt (2013)

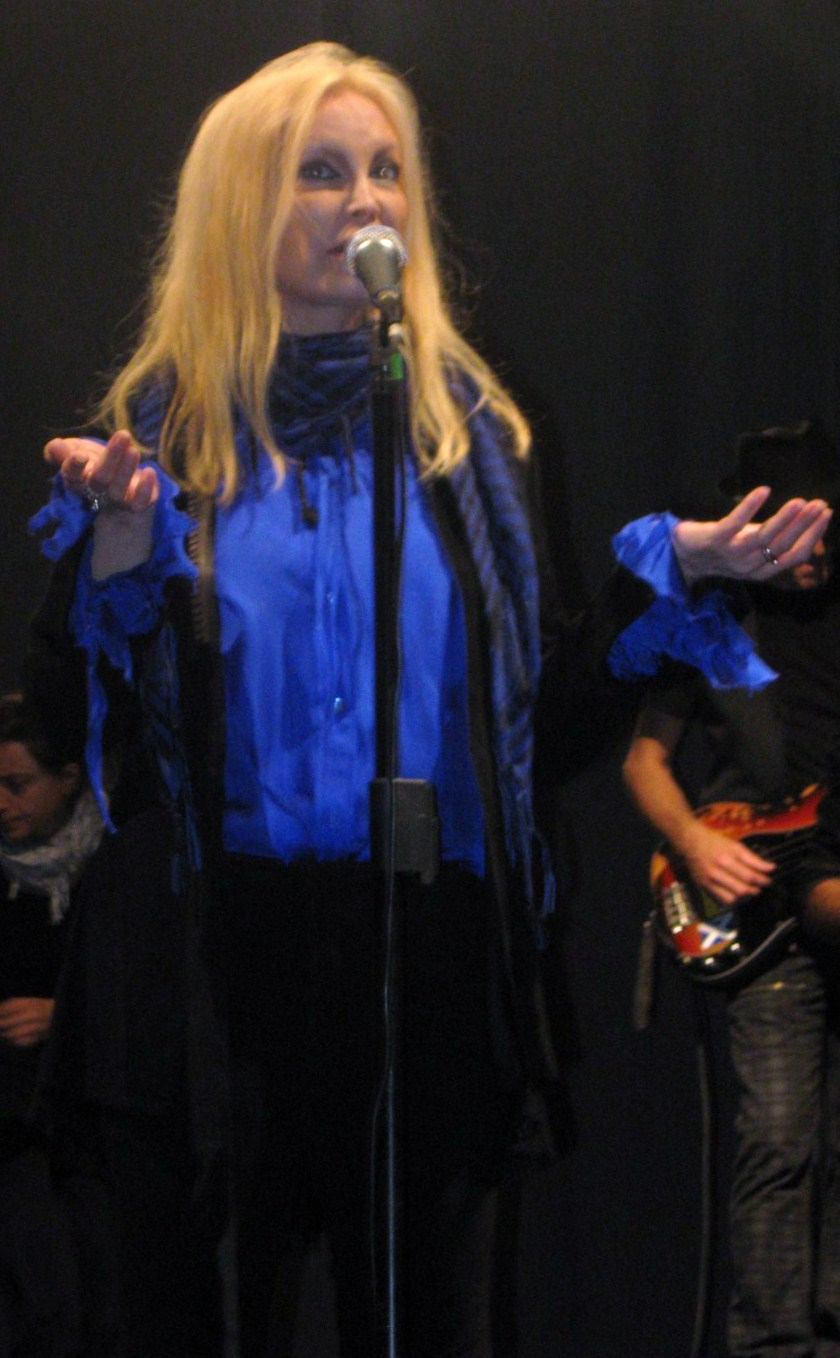
Patty Pravo (2010)

Patty Pravo (* 9. April 1948 in Venedig; eigentlich Nicoletta Strambelli) ist eine italienische Popsängerin. Ihre größten Erfolge waren die Lieder La bambola (1968) und Pazza idea (1973).

## Leben
Nicoletta Strambelli wuchs in einer gutbürgerlichen venezianischen Familie auf. Zu ihrem Bekanntenkreis zählten unter anderem Ezra Pound und Angelo Roncalli (später Johannes XXIII.). Ihre musikalische Ausbildung begann schon in ihrer Kindheit. Mit acht Jahren hatte sie ihre ersten Klavierstunden bei Mazzin Crovato sowie Tanzstunden. Mit 10 Jahren begann sie am Konservatorium Benedetto Marcello mit Klavierstunden bei Eugenio Bagnoli, bevor sie im Alter von 17 Jahren ihr Elternhaus verließ, um nach Rom zu ziehen, wo sie zunächst als Tänzerin arbeitete. Dort wurde sie von Alberigo Crocetta entdeckt. Dieser vermittelte sie an RCA Records. Sie nahm den Künstlernamen Patty Pravo an, eine Reminiszenz an Dante Alighieris Inferno. Pravo bedeutet dort „böse Seelen“. Patty war zu dieser Zeit ein beliebter Mädchenname.
1966 erschien ihre erste Single Ragazzo triste („Sad Boy“), die italienische Version des Songs But You’re Mine von Sonny & Cher. Es folgte Qui e là und Se perdo te. Die Singles machten sie in der italienischen Beat-Szene bekannt. 1968 erschien ihr wohl bekanntester Hit La bambola, mit dem sie zu Weltruhm gelangte. Das Lied verkaufte sich bis heute über 40 Millionen Mal. Ihr selbstbetiteltes Debütalbum erschien schließlich 1968.
1970 trat sie erstmals auf dem Sanremo-Festival auf. Dort sang sie zusammen mit Little Tony das Duett La spada nel cuore. In den 1970er Jahren veröffentlicht sie eine Reihe von italienischen Coverversionen englischsprachiger Popsongs von Künstlern wie The Beatles, Neil Diamond oder Jacques Brel. Mit Pazza Idea erschien ihr zweiter Nummer-eins-Hit in Italien. 1976 arbeitete sie mit Vangelis zusammen und veröffentlichte das Album Tanto. 1979 erschien die Skandalsingle Pensiero stupendo, die von einer Dreiecksbeziehung beziehungsweise von einem Flotten Dreier handelt. Das ursprünglich für das Album Miss Italia geplante Lied musste vom Album genommen werden.
In den 1980er Jahren verließ sie Italien und tourte auf der ganzen Welt, unter anderem in den Vereinigten Staaten, wo sie eine Zeit lang ihren Lebensmittelpunkt hatte. Beim Sanremo-Festival 1984 gewann sie mit Per una bambola den Kritikerpreis. Musikalisch versuchte sie sich an Soft- und Synth-Rock. Sie veröffentlichte weiterhin eine Reihe von Alben und Singles, doch die großen Erfolge blieben aus.
In den 1990ern kam es zu einem Comeback. Zunächst geriet sie kurz in die Schlagzeilen, als bei ihr Haschisch gefunden wurde. Anschließend unternahm sie ihre ersten Reisen nach China. Dort nahm sie in einer Fernsehshow teil und trat vor einem Millionenpublikum auf. Mit dem Album Ideogrammi, das sie vor Ort aufnahm, wurde sie in China zum Star. Auch in Italien stellten sich wieder Erfolge ein. Ihre 1996er-Tour war ausverkauft und die Single …e dimmi che non vuoi morire entwickelte sich zum Hit. 1997 gewann sie mit dem Lied, das von Stadio-Sänger Gaetano Curreri und Vasco Rossi geschrieben wurde, den Kritikerpreis des Sanremo-Festivals 1997 und erreichte den 8. Platz des Wettbewerbes. Das Livealbum Bye, bye Patty verkauft sich in Italien rund 300.000-mal. Wieder an der Spitze angekommen, spielte sie in Italien weitere ausverkaufte Tourneen und veröffentlichte neue Tonträger.
Für den Filmsong Com’è bello far l’amore zum Film Love Is in the Air erhielt sie 2012 den Globo d’oro für die Beste Filmmusik. 2014 spielte sie sich selbst in dem Film Xenia – Eine neue griechische Odyssee. 2016 gewann sie mit dem von Fortunato Zampaglione geschriebenen Lied Cieli immensi erneut den Kritikerpreis des Sanremo-Festival 2016; es handelte sich um Pravos neunte Teilnahme am Festival. Zum zehnten Mal versuchte es die Sängerin 2019, diesmal im Duett mit Briga; Un po’ come la vita landete jedoch abgeschlagen auf Platz 21. Im Anschluss veröffentlichte sie das Album Red.

## Diskografie

### Alben
| Jahr | Titel Musiklabel                                                                       | Höchstplatzierung, Gesamtwochen/‑monate, AuszeichnungChartsChartplatzierungen (Jahr, Titel, Musiklabel, Platzierungen, Wochen/Monate, Auszeichnungen, Anmerkungen) | Anmerkungen                                                    |
| Jahr | Titel Musiklabel                                                                       | IT | Anmerkungen                                                    |
| ---- | -------------------------------------------------------------------------------------- | --- | -------------------------------------------------------------- |
| 1968 | Patty Pravo ARC                                                                        | IT1 (7 Mt.)IT |                                                                |
| 1969 | Concerto per Patty RCA                                                                 | IT5 (35 Wo.)IT |                                                                |
| 1970 | Patty Pravo RCA                                                                        | IT7 (10 Wo.)IT |                                                                |
| 1971 | Pravo Patty RCA                                                                        | IT12 (5 Wo.)IT |                                                                |
| 1971 | Di vero in fondo Philips                                                               | IT7 (20 Wo.)IT |                                                                |
| 1971 | Per aver visto un uomo piangere e soffrire Dio si trasformò in musica e poesia Philips | IT17 (7 Wo.)IT |                                                                |
| 1972 | Sì… incoerenza Philips                                                                 | IT12 (11 Wo.)IT |                                                                |
| 1973 | Pazza idea RCA                                                                         | IT1 (30 Wo.)IT |                                                                |
| 1974 | Mai una signora RCA                                                                    | IT1 (28 Wo.)IT |                                                                |
| 1975 | Incontro RCA                                                                           | IT4 (25 Wo.)IT |                                                                |
| 1976 | Tanto RCA                                                                              | IT9 (12 Wo.)IT |                                                                |
| 1978 | Miss Italia RCA                                                                        | IT8 (12 Wo.)IT |                                                                |
| 1979 | Munich Album RCA                                                                       | IT22 (8 Wo.)IT |                                                                |
| 1982 | Cerchi CBO                                                                             | IT24 (1 Wo.)IT |                                                                |
| 1998 | Notti, guai e libertà Pensiero stupendo                                                | IT5 (17 Wo.)IT | Erstveröffentlichung: April 1998                               |
| 2000 | Una donna da sognare Pensiero Stupendo                                                 | IT6 (22 Wo.)IT | Erstveröffentlichung: Mai 2000                                 |
| 2002 | Radio Station Pravitia S.r.l. (Sony Music)                                             | IT9 (4 Wo.)IT | Erstveröffentlichung: 15. Oktober 2002                         |
| 2004 | Nic-Unic Epic Records                                                                  | IT14 (4 Wo.)IT | Erstveröffentlichung: Mai 2004                                 |
| 2007 | Spero che ti piaccia… Pour toi… Kyrone Gp Music                                        | IT46 (3 Wo.)IT | Erstveröffentlichung: 23. September 2007 Coveralbum für Dalida |
| 2011 | Nella terra dei pinguini Carosello                                                     | IT15 (5 Wo.)IT | Erstveröffentlichung: 16. Februar 2011                         |
| 2016 | Eccomi Warner                                                                          | IT6 (12 Wo.)IT | Erstveröffentlichung: 12. Februar 2016                         |
| 2019 | Red Museo dei Sognatori                                                                | IT17 (3 Wo.)IT | Erstveröffentlichung: 8. Februar 2019                          |

Weitere Studioalben
- 1984: Occulte persuasioni (CGD)
- 1989: Oltre l’Eden (Fonit-Cetra)
- 1990: Pazza idea eccetera eccetera (Five Records)
- 1994: Ideogrammi (Zard Records)

### Livealben
| Jahr | Titel Musiklabel                                    | Höchstplatzierung, Gesamtwochen, AuszeichnungChartsChartplatzierungen (Jahr, Titel, Musiklabel, Platzierungen, Wochen, Auszeichnungen, Anmerkungen) | Anmerkungen                            |
| Jahr | Titel Musiklabel                                    | IT | Anmerkungen                            |
| ---- | --------------------------------------------------- | --- | -------------------------------------- |
| 1997 | Bye, Bye, Patty Pensiero Stupendo                   | IT3 (30 Wo.)IT |                                        |
| 2001 | Patty Live ’99 Pensiero Stupendo                    | IT26 (4 Wo.)IT |                                        |
| 2009 | Live Arena di Verona – Sold Out Edel Music          | IT14 (6 Wo.)IT | Erstveröffentlichung: 20. Februar 2009 |
| 2018 | Live Teatro Romano di Verona & La Fenice di Venezia | IT60 (1 Wo.)IT | Erstveröffentlichung: 26. Oktober 2018 |

Weitere Livealben
- 1969: Concerto per Patty (RCA)
- 1970: Bravo Pravo (Dans Un Show De J. C. Averty) (RCA, Liveauftritt im Fernsehen)
- 1975: Patty Pravo in Venezuela (RCA)
- 2001: Live Arena di Verona (2CD, Edel)

### Kompilationen
| Jahr | Titel Musiklabel                | Höchstplatzierung, Gesamtwochen, AuszeichnungChartsChartplatzierungen (Jahr, Titel, Musiklabel, Platzierungen, Wochen, Auszeichnungen, Anmerkungen) | Anmerkungen                         |
| Jahr | Titel Musiklabel                | IT | Anmerkungen                         |
| ---- | ------------------------------- | --- | ----------------------------------- |
| 1988 | Pigramente Signora CGD          | IT68 (1 Wo.)IT | Charteinstieg in IT erst 2022       |
| 1997 | I capolavori RTI                | IT12 (4 Wo.)IT |                                     |
| 1997 | Divina BMG                      | IT37 (1 Wo.)IT |                                     |
| 2002 | 100% Patty RCA                  | IT47 (5 Wo.)IT |                                     |
| 2005 | Canzoni stupende Sony Music     | IT32 (7 Wo.)IT | Erstveröffentlichung: 17. Juni 2005 |
| 2007 | Patty Pravo RCA                 | IT43 (3 Wo.)IT |                                     |
| 2009 | Il meglio di Patty Pravo Gabric | IT87 (1 Wo.)IT |                                     |
| 2013 | Meravigliosamente Patty RCA     | IT30 (5 Wo.)IT | Erstveröffentlichung: 9. April 2013 |

Weitere Kompilationen
- 1969: Das Paradies auf dieser Welt
- 1970: Patty Pravo en español (RCA)
- 1971: Tutti i successi di Patty Pravo (RCA)
- 1976: La magia di Patty Pravo (RCA)
- 1977: I successi di Patty Pravo (RCA)
- 1977: Portrait (RCA)
- 1977: Le più belle canzoni di Patty Pravo (RCA)
- 1982: Patty Pravo (Hit Parade International)
- 1982: Patty Bravo (Armando Curcio Editore)
- 1984: Questione di cuore (K-Tel)
- 1985: L’album di Patty Pravo (RCA)
- 1987: Per una bambola (CGD)
- 1987: Sentimento (RCA)
- 1988: Aristocratica (RCA)
- 1990: I grandi successi di Patty Pravo (RCA)
- 1993: I grandi successi (RCA)
- 1994: Patty Pravo en español (RCA)
- 1994: I successi di Patty Pravo (RCA)
- 1995: Pensieri stupendi (RCA)
- 1996: Superbest (RCA)
- 1992: Inediti 1972-1978 (Raro! Records)
- 1997: Grande Patty (CGD)
- 1997: Patty Pravo (Il paradiso) (BMG)
- 1998: A modo mio e altri successi (Mercury)
- 1998: Patty Pravo (RCA)
- 1998: Non ti bastavo più (Mercury)
- 1998: Le più belle canzoni di: Patty Pravo (Mercury)
- 1999: Patty Bravo (BMG)
- 2000: I grandi successi originali (RCA)
- 2000: Le canzoni d’amore (RCA)
- 2000: Super Stars (Universal)
- 2001: I mitici 45 (RCA)
- 2002: Mi historia (BMG)
- 2003: Patty Pravo (WSM)
- 2003: La bámbola (RCA)
- 2005: Anni ’70 (RCA)
- 2005: Grandes éxitos (BMG)
- 2005: Le più belle canzoni di Patty Pravo  (Warner)
- 2006: Superissimi gli eroi del Juke Box (Sony)
- 2007: I grandi successi (Jukebox Italia/Rhino Records)
- 2007: I grandi successi originali (Sony)
- 2007: I grandi successi (3CD, Sony)
- 2008: Amanti (Edel)
- 2009: Patty Pravo (Boxset, Sony Music)
- 2009: Patty Pravo (Sony Music)
- 2011: Pazza idea (SMI)
- 2012: Un’ora con… (RCA)
- 2014: Le più belle canzoni (RCA)
- 2014: Grandi successi (3CD, Sony Music)

### Singles (Auswahl)
| Jahr | Titel Album                                             | Höchstplatzierung, Gesamtwochen, AuszeichnungChartplatzierungen (Jahr, Titel, Album, Platzierungen, Wochen, Auszeichnungen, Anmerkungen) | Höchstplatzierung, Gesamtwochen, AuszeichnungChartplatzierungen (Jahr, Titel, Album, Platzierungen, Wochen, Auszeichnungen, Anmerkungen) | Anmerkungen                                                                       |
| Jahr | Titel Album                                             | IT | DE | Anmerkungen                                                                       |
| ---- | ------------------------------------------------------- | --- | --- | --------------------------------------------------------------------------------- |
| 1967 | Ragazzo triste Patty Pravo                              | IT13 (2 Wo.)IT | — |                                                                                   |
| 1968 | Se perdo te Patty Pravo                                 | IT18 (2 Wo.)IT | — |                                                                                   |
| 1968 | La bambola Patty Pravo                                  | IT1 (23 Wo.)IT | DE35 (2 Wo.)DE |                                                                                   |
| 1968 | Sentimento –                                            | IT2 (18 Wo.)IT | — |                                                                                   |
| 1968 | Tripoli 1969 Concerto per Patty                         | IT4 (7 Wo.)IT | — |                                                                                   |
| 1969 | Il paradiso Concerto per Patty                          | IT8 (13 Wo.)IT | — |                                                                                   |
| 1969 | Concerto per Patty                                      | IT23 (2 Wo.)IT | — |                                                                                   |
| 1969 | Nel giardino dell’amore –                               | IT12 (9 Wo.)IT | — |                                                                                   |
| 1970 | La spada nel cuore –                                    | IT16 (5 Wo.)IT | — | Beitrag zum Sanremo-Festival 1970 mit Little Tony                                 |
| 1970 | Per te Patty Pravo                                      | IT12 (15 Wo.)IT | — |                                                                                   |
| 1970 | La solitudine Patty Pravo                               | IT25 (1 Wo.)IT | — | mit Robert Charlebois                                                             |
| 1970 | Non andare via Pravo Patty                              | IT23 (3 Wo.)IT | — |                                                                                   |
| 1971 | Tutt’al più Pravo Patty                                 | IT4 (12 Wo.)IT | — |                                                                                   |
| 1971 | Love Story Di vero in fondo                             | IT10 (11 Wo.)IT | — |                                                                                   |
| 1971 | Non ti bastavo più Di vero in fondo                     | IT6 (17 Wo.)IT | — |                                                                                   |
| 1973 | Pazza idea                                              | IT1 Gold (2024) · (27 Wo.)IT | — | Verkäufe: + 50.000                                                                |
| 1974 | La valigia blu Mai una signora                          | IT15 (4 Wo.)IT | — |                                                                                   |
| 1974 | Come un Pierrot Mai una signora                         | IT7 (17 Wo.)IT | — |                                                                                   |
| 1975 | Incontro                                                | IT6 (18 Wo.)IT | — |                                                                                   |
| 1976 | Grand hotel Patty Pravo                                 | IT25 (1 Wo.)IT | — |                                                                                   |
| 1978 | Pensiero stupendo Miss Italia                           | IT2 Platin (2024) · (23 Wo.)IT | — | 2008 auf Platz 34 der FIMI-Charts (6 Wochen) Verkäufe: + 100.000                  |
| 1979 | Autostop Munich Album                                   | IT23 (2 Wo.)IT | — |                                                                                   |
| 1984 | Per una bambola Occulte persuasioni                     | IT17 (7 Wo.)IT | — | Beitrag zum Sanremo-Festival 1984                                                 |
| 1985 | Menù –                                                  | IT20 (3 Wo.)IT | — |                                                                                   |
| 1987 | Pigramente signora –                                    | IT18 (3 Wo.)IT | — | Beitrag zum Sanremo-Festival 1987                                                 |
| 1997 | …E dimmi che non vuoi morire Bye Bye Patty              | IT2 (4 Wo.)IT | — | Beitrag zum Sanremo-Festival 1997                                                 |
| 1997 | Pensiero stupendo ’97 Bye Bye Patty                     | IT5 (1 Wo.)IT | — |                                                                                   |
| 2000 | Una donna da sognare                                    | IT11 (1 Wo.)IT | — |                                                                                   |
| 2002 | L’immenso Radio Station                                 | IT25 (3 Wo.)IT | — | Beitrag zum Sanremo-Festival 2002                                                 |
| 2002 | Noi di là (Lagoinha) Radio Station                      | IT23 (1 Wo.)IT | — |                                                                                   |
| 2004 | Che uomo sei Nic - Unic                                 | IT13 (3 Wo.)IT | — |                                                                                   |
| 2009 | E io verrò un giorno là Live Arena di Verona – Sold Out | IT24 (2 Wo.)IT | — | Beitrag zum Sanremo-Festival 2009                                                 |
| 2011 | Il vento e le rose Nella terra dei pinguini             | IT26 (4 Wo.)IT | — | Beitrag zum Sanremo-Festival 2011                                                 |
| 2011 | Com’è bello far l’amore –                               | IT74 (1 Wo.)IT | — | Erstveröffentlichung: 13. Januar 2011                                             |
| 2012 | La luna –                                               | IT32 (4 Wo.)IT | — |                                                                                   |
| 2013 | Non mi interessa –                                      | IT97 (1 Wo.)IT | — | Erstveröffentlichung: 12. Juli 2013 feat. Ermal Meta                              |
| 2016 | Cieli immensi Eccomi                                    | IT16 Gold · (7 Wo.)IT | — | Beitrag zum Sanremo-Festival 2016 Verkäufe: + 25.000                              |
| 2019 | Un po’ come la vita Red                                 | IT61 (1 Wo.)IT | — | Erstveröffentlichung: 6. Februar 2019 mit Briga Beitrag zum Sanremo-Festival 2019 |